# 大十二面体
大十二面体（だいじゅうにめんたい、Great dodecahedron）とは、星型正多面体の一種で、正十二面体の2つ目の星型であり、星型の胞を利用したアルファベット表記ではCである。

## 性質
面、辺、頂点の数を考えるとオイラーの多面体定理が成り立たないことが分かる(12-30+12=-6)。

## 派生的な立体
| 切頂大十二面体 t{5, 5/2} | 十二・十二面体 r{5/2, 5} = r{5, 5/2} |